# Rafael Santos (futebolista)
Rafael de Carvalho Santos (Barretos, 14 de março de 1989) é um futebolista brasileiro que atua como goleiro. Atualmente defende a Chapecoense.

## Carreira
Rafael Santos começou nas categorias de base do Corinthians em 2004, atuando na equipe Sub-15. Defendendo o clube, o goleiro foi bicampeão do campeonato paulista juvenil, nos anos de 2005 e 2006. Rafael foi promovido à equipe principal durante a Série B de 2008.
Tornou-se terceiro goleiro do Corinthians ao sair-se melhor nos treinamentos que o até então terceiro goleiro Weverton. Realizou sua estreia pelo Timão no dia 29 de novembro, numa derrota por 2–0 para o América de Natal.
Acertou sua transferência por empréstimo para o Avaí no dia 3 de junho de 2011, depois do goleiro Renan acertar com o Corinthians. Sua estreia, foi no jogo em que o Avaí foi derrotado pelo Santos na Ressacada por 2 a 1. Após apenas um jogo disputado, Rafael Santos amargou junto com o Avaí o rebaixamento do Campeonato Brasileiro e foi dispensado um dia após o último jogo do time.
Em 2012, Rafael Santos acertou sua ida por empréstimo para o Bragantino, onde disputou o Campeonato Paulista. Já em dezembro, Rafael Santos foi emprestado ao Botafogo-SP para a temporada 2013.
Em 8 de maio de 2013 assinou contrato com o São Caetano.
Em julho de 2014 acertou com a Portuguesa.
Depois de passagens pelo Guarani e pelo Tupi de Juiz de Fora, o goleiro foi para o Madureira, onde disputou o Campeonato Carioca de 2017.
Em abril de 2017, Rafael Santos foi anunciado pelo Bahia para a disputa do Brasileirão. Sem muito espaço no clube baiano, o jogador acertou com o Vila Nova em abril de 2018.
Em 2020 se transferiu para o Confiança, onde conquistou o Campeonato Sergipano.

## Títulos
Corinthians
- Campeonato Brasileiro - Série B: 2008
- Campeonato Paulista: 2009
- Copa do Brasil: 2009

Bahia
- Campeonato Baiano: 2018

Confiança
- Campeonato Sergipano: 2020